# Верхнее Мечозеро
Верхнее Мечозеро — пресноводное озеро на территории сельского поселения Зареченск Кандалакшского района Мурманской области.

## Общие сведения
Площадь озера — 5,8 км², площадь водосборного бассейна — 35,2 км². Располагается на высоте 60,5 метров над уровнем моря.
Форма озера лопастная, продолговатая: оно почти на пять километров вытянуто с запада на восток. Берега изрезанные, каменисто-песчаные, местами заболоченные.
С северо-западной стороны Верхнее Мечозеро протокой соединяется с озером Квартальным, из которого вытекает протока без названия, впадающая в Ковдозеро. Через последнее протекает река Ковда, впадающая, в свою очередь, в Белое море.
В озере расположено более четырёх десятков безымянных островов различной площади, рассредоточенных по всей площади водоёма, однако их количество может варьироваться в зависимости от уровня воды.
Населённые пункты и автодороги вблизи водоёма отсутствуют.
Код объекта в государственном водном реестре — 02020000611102000001532.